# Happy (Pharrell-Williams-Lied)
Happy (englisch für „Glücklich“) ist ein Lied des US-amerikanischen Sängers Pharrell Williams aus dem Jahr 2013. Es erschien zunächst als Beitrag für den Soundtrack zum Animationsfilm Ich – Einfach unverbesserlich 2 und wurde später auch als Single veröffentlicht. Im September 2015 wurde Happy in Deutschland mit einer Diamantenen Schallplatte für über eine Million verkaufte Einheiten ausgezeichnet. Damit zählt die Single zu den meistverkauften Singles in Deutschland.

## Entstehung und Veröffentlichung
Happy wurde von Pharrell Williams geschrieben, produziert und aufgenommen. Die Backing Vocals steuerten Rhea Dummett, Trevon Henderson, Ashley L. Lee, Shamika Hightower, Jasmine Murray und Terrence Rolle bei. Die Bearbeitung und das Arrangement übernahmen Andrew Coleman und Mike Larson, die das Stück dann mit Unterstützung von Matthew Desrameaux im Circle House Studios in Miami aufnahmen. Das Lied wurde später von Leslie Brathwaite in den Music Box Studios in Atlanta gemischt.
Erstmals veröffentlicht wurde es im Juni 2013 auf dem Soundtrack zum Film Ich – Einfach unverbesserlich 2. Die Single erschien dann am 21. November 2013 und enthielt auch die Instrumentalversion des Stücks.

## Text und Musik
Das Genre des Stücks ist im Neo-Soul-Stil gehalten; wobei die deutlich Blue-Note-lastige, synkopierte Melodik und eine simple, sehr repetitive Harmonik die Basis bilden (aber ebenso maßgeblich den Reiz des Stückes ausmachen). Auch Modulationen in eine andere Tonart als F-Dur treten nicht ein. Der Refrain arbeitet nur mit drei Akkorden: Des-Dur mit großer Sept, C-Moll mit kleiner Sept, und F-Dur.
Das Basismaterial des Stücks setzt sich maßgeblich aus drei Formteilen zusammen (Strophe, Refrain, Break (Zwischenteil), Refrain, erneuter Break, Refrain), wobei der energische Klatsch-Rhythmus der vorwiegend perkussiv angelegten Breaks die im Text enthaltene Aufforderung „Clap Along“ („Klatsch mit“) aufgreift. Intro oder Bridges kommen in der Komposition nicht vor.

## Musikvideo
Zusammen mit der Singleveröffentlichung ging die Website 24hoursofhappy.com live, die laut eigener Aussage „das erste 24-stündige Musikvideo der Welt“ zeigt. Das Video besteht aus jeweils vierminütigen Abschnitten, in denen verschiedene Personen zur Musik tanzen. Das besondere hierbei ist, dass die Szenen so hintereinander geschnitten sind, dass der Eindruck entsteht, die nächste Person würde an der Stelle anfangen zu tanzen, an der die vorherige Person aufhörte und somit ein 24-stündiger Rundkurs durch die Stadt entsteht. Neben zahlreichen unbekannten Personen treten auch Williams (am Anfang jeder vollen Stunde) sowie Odd Future (1:48 PM), Steve Carell (5:08 PM), Jamie Foxx (5:28 PM), Ana Ortiz (5:32 PM), Miranda Cosgrove (5:40 PM), JoJo (6:16 PM), Kelly Osbourne (1:28 AM), Magic Johnson (5:36 AM), Sérgio Mendes (10:32 AM) und Jimmy Kimmel (11:48 AM) im Video auf. Auch die Minions aus dem Film Ich – Einfach unverbesserlich 2 haben kurze Auftritte im Video. Das 24-stündige Musikvideo wurde vom Steadicam Operator Jon Beattie mit der von Curt O. Schaller entwickelten Sachtler artemis Cine HD gedreht. Der Nutzer kann selbst zu den verschiedenen Segmenten springen. Daneben erschien auch eine vierminütige Version des Videos bei YouTube.
Bei den Grammy Awards 2015 wurde das Video als Bestes Musikvideo des Jahres ausgezeichnet.
Happy in Teheran
Das Video hat zahlreiche Menschen auf der ganzen Welt dazu inspiriert, eigene Filme auf YouTube einzustellen, die zu Happy tanzende Menschen auf den Straßen unterschiedlichster Metropolen zeigen.
Nach der Veröffentlichung der Happy-Aufnahme aus der Islamischen Republik Iran am 19. Mai 2014 wurden die sechs Beteiligten aus Teheran von der iranischen Religionspolizei verhaftet, weil sie gegen die „öffentliche Sittsamkeit“ verstoßen hätten. Unter den sechs Beteiligten waren drei Frauen, die unverschleiert ohne Kopftuch getanzt hatten. Nach weltweiten Protesten wurden die Tänzer wieder freigelassen, der Regisseur blieb in Haft. Die fünf jungen Darsteller und der Regisseur sind im Herbst 2014 wegen Verletzung der öffentlichen Sittsamkeit verurteilt worden: 91 Peitschenhiebe und ein halbes Jahr Haft auf Bewährung, eine weitere beteiligte Person erhielt ein Jahr Haftstrafe. Die Strafen wurden für drei Jahre zur Bewährung ausgesetzt. Mit den Worten: „Glück ist ein Recht unseres Volkes“ setzte sich der iranische Präsident Hassan Rohani auf Twitter für die Beteiligten ein.

## Rezeption

### Preise
| Jahr | Award                        | Kategorie         | Ergebnis  |
| ---- | ---------------------------- | ----------------- | --------- |
| 2014 | Oscarverleihung              | Bester Filmsong   | Nominiert |
| 2014 | Critics’ Choice Movie Awards | Bestes Lied       | Nominiert |
| 2015 | Grammy                       | Bestes Musikvideo | Gewonnen  |

### Chartplatzierungen
Happy erreichte die Chartspitze in allen D-A-CH-Staaten und wurde in allen drei Ländern zu Williams’ dritten Nummer-eins-Erfolg als Interpret nach Blurred Lines und Get Lucky. 2014 platzierte sich Happy an der Spitzenposition der Schweizer Jahrescharts sowie, hinter Atemlos durch die Nacht von Helene Fischer, auf Rang zwei in Deutschland und Österreich. Darüber hinaus belegte Happy hinter Waves (Robin Schulz (Remix)) (Mr. Probz / Robin Schulz) den zweiten Rang in den Jahrescharts der deutschen Airplaycharts.
| ChartsChartplatzierungen       | Höchstplatzierung | Wochen |
| ------------------------------ | ----------------- | ------ |
| Deutschland (GfK)              | 1 (62 Wo.)        | 62     |
| Österreich (Ö3)                | 1 (58 Wo.)        | 58     |
| Schweiz (IFPI)                 | 1 (80 Wo.)        | 80     |
| Vereinigte Staaten (Billboard) | 1 (47 Wo.)        | 47     |
| Vereinigtes Königreich (OCC)   | 1 (92 Wo.)        | 92     |

| ChartsJahrescharts (2013)    | Platzierung |
| ---------------------------- | ----------- |
| Vereinigtes Königreich (OCC) | 85          |

| ChartsJahrescharts (2014)      | Platzierung |
| ------------------------------ | ----------- |
| Deutschland (GfK)              | 2           |
| Österreich (Ö3)                | 2           |
| Schweiz (IFPI)                 | 1           |
| Vereinigte Staaten (Billboard) | 1           |
| Vereinigtes Königreich (OCC)   | 1           |

| ChartsJahrescharts (2010–2019) | Platzierung |
| ------------------------------ | ----------- |
| Österreich (Ö3)                | 21          |
| Vereinigte Staaten (Billboard) | 21          |
| Vereinigtes Königreich (OCC)   | 7           |

### Auszeichnungen für Musikverkäufe
Happy wurde weltweit mit 4× Gold, 56× Platin und 4× Diamant ausgezeichnet. Damit verkaufte sich die Single laut Auszeichnungen über 18,5 Millionen Mal.

| Land/Region                  | Auszeichnungen für Musikverkäufe (Land/Region, Auszeichnung, Verkäufe) | Verkäufe   |
| ---------------------------- | ---------------------------------------------------------------------- | ---------- |
| Australien (ARIA)            | 11× Platin                                                             | 770.000    |
| Belgien (BRMA)               | 4× Platin                                                              | 120.000    |
| Dänemark (IFPI)              | Platin                                                                 | 30.000     |
| Deutschland (BVMI)           | 9× Gold                                                                | 1.350.000  |
| Frankreich (SNEP)            | Diamant                                                                | 414.700    |
| Italien (FIMI)               | 6× Platin                                                              | 180.000    |
| Japan (RIAJ)                 | 2× Platin                                                              | 500.000    |
| Kanada (MC)                  | Diamant                                                                | 800.000    |
| Mexiko (AMPROFON)            | Diamant · + 4× Platinum                                                | 540.000    |
| Neuseeland (RMNZ)            | 7× Platin                                                              | 105.000    |
| Norwegen (IFPI)              | 3× Platin                                                              | 30.000     |
| Österreich (IFPI)            | Gold                                                                   | 15.000     |
| Portugal (AFP)               | Gold                                                                   | 5.000      |
| Schweden (IFPI)              | 4× Platin                                                              | 160.000    |
| Spanien (Promusicae)         | 4× Platin                                                              | 160.000    |
| Schweiz (IFPI)               | 3× Platin                                                              | 90.000     |
| Vereinigte Staaten (RIAA)    | 11× Platin                                                             | 11.000.000 |
| Vereinigtes Königreich (BPI) | 6× Platin                                                              | 3.600.000  |
| Insgesamt                    | 3× Gold · 60× Platin · 4× Diamant ·                                    | 18.689.700 |

Hauptartikel: Pharrell Williams/Auszeichnungen für Musikverkäufe